# Brownsville (Oregon)
Brownsville és una població dels Estats Units a l'estat d'Oregon. Segons el cens del 2007 tenia 1.755 habitants.

## Demografia
Segons el cens del 2000, Brownsville tenia 1.449 habitants, 535 habitatges, i 411 famílies. La densitat de població era de 430,4 habitants per km².
Dels 535 habitatges en un 35,5% hi vivien nens de menys de 18 anys, en un 60,4% hi vivien parelles casades, en un 10,8% dones solteres, i en un 23% no eren unitats familiars. En el 19,4% dels habitatges hi vivien persones soles el 8,8% de les quals corresponia a persones de 65 anys o més que vivien soles. El nombre mitjà de persones vivint en cada habitatge era de 2,71 i el nombre mitjà de persones que vivien en cada família era de 3,07.
Per edats la població es repartia de la següent manera: un 27,5% tenia menys de 18 anys, un 7,5% entre 18 i 24, un 26,4% entre 25 i 44, un 27% de 45 a 60 i un 11,6% 65 anys o més.
L'edat mediana era de 37 anys. Per cada 100 dones de 18 o més anys hi havia 98,9 homes.
La renda mediana per habitatge era de 35.486$ i la renda mediana per família de 39.671$. Els homes tenien una renda mediana de 37.400$ mentre que les dones 24.643$. La renda per capita de la població era de 15.272$. Aproximadament el 5,6% de les famílies i el 8,8% de la població estaven per davall del llindar de pobresa.

## Poblacions més properes
El següent diagrama mostra les poblacions més properes.